# Artoria
Artoria es un género de arañas araneomorfas de la familia Lycosidae. Se encuentra en Oceanía, África subsahariana y sudeste de Asia.

## Lista de especies
Según The World Spider Catalog 13.0:
- Artoria albopedipalpis Framenau, 2002
- Artoria albopilata (Urquhart, 1893)
- Artoria alta Framenau, 2004
- Artoria amoena (Roewer, 1960)
- Artoria avona Framenau, 2002
- Artoria barringtonensis Framenau & Baehr, 2018
- Artoria beaury Framenau & Baehr, 2018
- Artoria belfordensis Framenau & Baehr, 2018
- Artoria berenice (L. Koch, 1877)
- Artoria bondi	Framenau & Baehr, 2018
- Artoria booderee Framenau & Baehr, 2018
- Artoria cingulipes Simon, 1909
- Artoria comleroiFramenau & Baehr, 2018
- Artoria corowa Framenau & Baehr, 2018
- Artoria equipalus	Framenau & Baehr, 2018
- Artoria extraordinaria Framenau & Baehr, 2018
- Artoria flavimana Simon, 1909
- Artoria gloriosa (Rainbow, 1920)
- Artoria grahammilledgei Framenau & Baehr, 2018
- Artoria hebridisiana (Berland, 1938)
- Artoria helensmithae Framenau & Baehr, 2018
- Artoria hospita Vink, 2002
- Artoria howquaensis Framenau, 2002
- Artoria impedita (Simon, 1909)
- Artoria kanangra Framenau & Baehr, 2018
- Artoria kerewong Framenau & Baehr, 2018
- Artoria ligulacea (Qu, Peng & Yin, 2009)
- Artoria lineata (L. Koch, 1877)
- Artoria linnaei Framenau, 2008
- Artoria lycosimorpha Strand, 1909
- Artoria maculatipes (Roewer, 1960)
- Artoria maroota Framenau & Baehr, 2018
- Artoria mckayi Framenau, 2002
- Artoria minima (Berland, 1938)
- Artoria mungo	Framenau & Baehr, 2018
- Artoria munmorah Framenau & Baehr, 2018
- Artoria myallensis Framenau & Baehr, 2018
- Artoria palustris Dahl, 1908
- Artoria parvula Thorell, 1877
- Artoria pruinosa (L. Koch, 1877)
- Artoria quadrata Framenau, 2002
- Artoria schizocoides Framenau & Hebets, 2007
- Artoria segrega Vink, 2002
- Artoria separata Vink, 2002
- Artoria slatyeri Framenau & Baehr, 2018
- Artoria strepera Framenau & Baehr, 2018
- Artoria taeniifera Simon, 1909
- Artoria terania Framenau & Baehr, 2018
- Artoria thorelli (Berland, 1929)
- Artoria triangularis Framenau, 2002
- Artoria ulrichi Framenau, 2002
- Artoria victoriensis Framenau, Gotch & Austin, 2006
- Artoria wilkiei Framenau & Baehr, 2018